# Координатна мітка

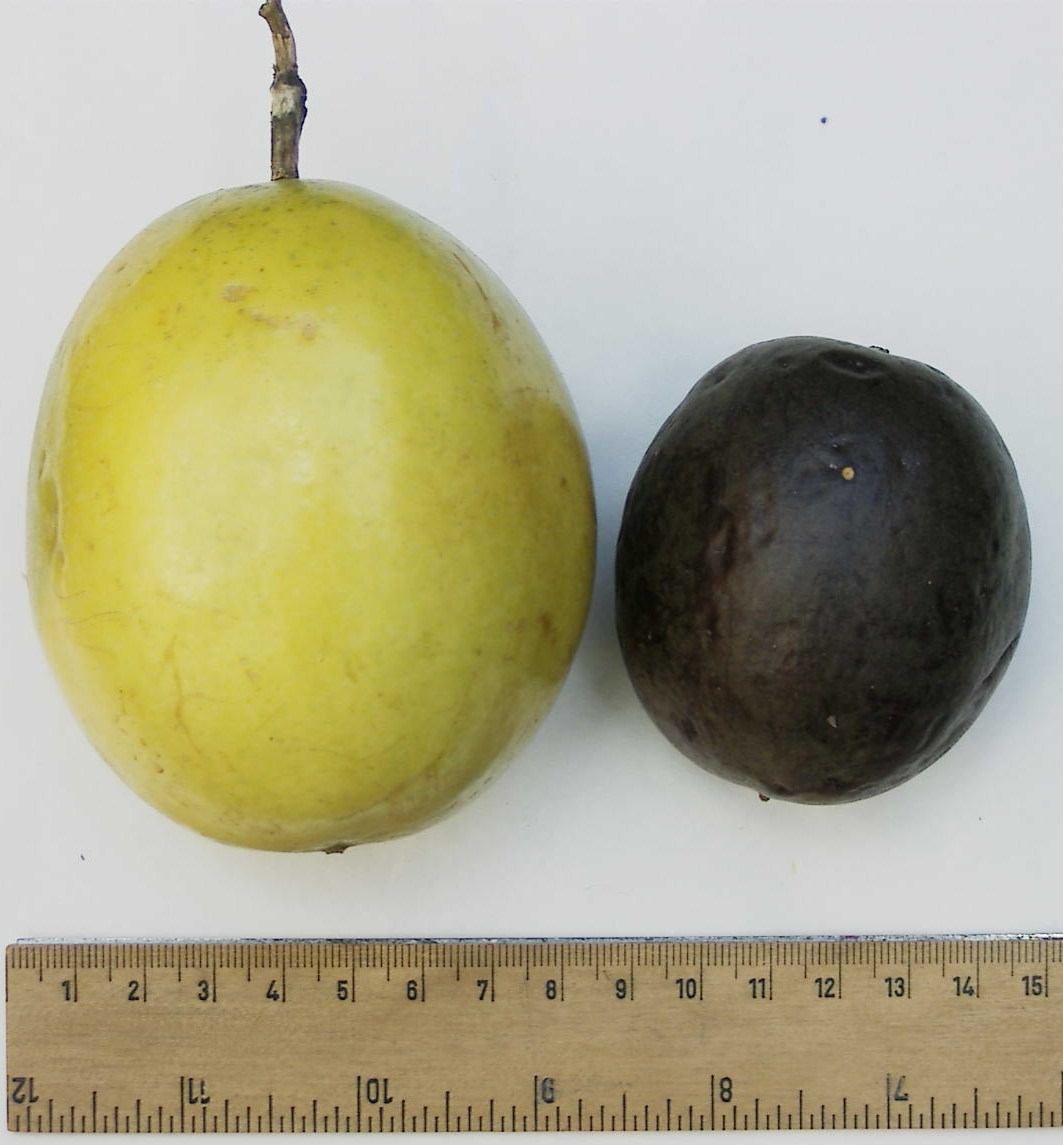
Лінійка додає знімку координатні мітки

Координа́тна мі́тка — це об'єкт, розміщений у полі зору системи візуалізації, який буде видно на отриманому зображенні чи фото й використовується як точка відліку або міра. Це може бути щось, що розміщується біля об'єкту зображення, або мітка, або набір міток на візирних лініях оптичного інструменту.

## Точність
У оптичних мікроскопах високої роздільної здатності координатні мітки можуть використовувати для активної стабілізації поля зору.

## Застосування

### Стрільба
У снайперських гвинтівках використовуються координатні мітки, щоб визначити відстань до цілі.

### Географічні вимірювання
При повітряній геофізичній зйомці також використовують термін «координатна мітка», послідовність виносних чисел, що містять вимірювання різних геофізичних інструментів під час польоту. Поява цього терміна пов'язана з числами на обрамлені аерофотографій, які раніше використовувалися для помітки геофізичних ліній при повітряній зйомці для картографування. Цей метод позиціонування був замінений системою GPS, але термін «координатних міток» і далі використовується щодо даних, виміряних під час польоту.

### Медичні зображення
Координатні мітки широко використовуються у сфері медичної візуалізації. Зображення одного й того ж предмета, зроблені двома різними системами візуалізації, можна порівняти лише за наявності координатних міток в полі зору, яку реєструють обидві системи. Тоді маркер, який видно на зображеннях, дає уявлення про розміри об'єктів. Завдяки цьому підходу функціональна інформація, здобута за допомогою однофотонної емісійної комп'ютерної томографії або позитрон емісійної томографії, може бути порівняна з анатомічною інформацією, отриманою за допомогою магнітно-резонансної томографії (МРТ).